# 第四代波特蘭公爵威廉·本廷克
威廉·本廷克（英語：William Bentinck，1768年6月24日—1854年3月27日），全名威廉·亨利·卡文迪許-史考特-本廷克（William Henry Cavendish-Scott-Bentinck），英国政治家。
1795年8月4日在伦敦，公爵娶亨麗埃塔·斯科特为妻，因此在姓中加入斯科特一词。

## 家庭
共有4子5女：
- 威廉·卡文迪许-本廷克（英语：William Cavendish-Scott-Bentinck, Marquess of Titchfield）（1796年8月21日—1824年3月4日），蒂奇菲尔德侯爵，以他的祖父的波特兰字体纪念命名。[1]
- 玛格丽特·哈丽特（1798年4月21日—1882年4月9日）。
- 卡罗琳（1799年7月6日—1828年1月23日）。
- 约翰·卡文迪许-本廷克（1800年9月12日- 1879年12月6日），第五代波特兰公爵
- 乔治·本廷克（英语：Lord George Bentinck）（1802年2月27日—1848年9月21日）。
- 亨利·威廉·本廷克（1804年6月9日—1870年12月31日）。
- 夏洛特（1806年1月14日—1889年9月30日），嫁给第一代奥辛顿子爵约翰·伊夫林·丹尼森。
- 露西·琼安（1807年8月27日—1899年7月29日），嫁给第六代瓦尔登的霍华德男爵查尔斯·艾利斯。
- 玛丽（1809年7月8日—1874年7月20日）嫁给威廉·托珀姆。

## 头衔
- William Bentinck, Marquess of Titchfield (1768–1795)
- William Scott-Bentinck, Marquess of Titchfield (1795–1801)
- William Cavendish-Scott-Bentinck, Marquess of Titchfield (1801–1809)
- William Cavendish-Scott-Bentinck, 4th Duke of Portland (1809–1854)

William Bentinck, 4th Duke of Portland